# Григор Мишкаров
Григор (Глигор) Хр. Шаев Мишкаров е български учител, деец на Вътрешната македоно-одринска революционна организация.

## Биография
Григор Мишкаров е роден в 1877 или 1883 година в гевгелийското село Сехово, тогава в Османската империя, днес Идомени, Гърция. По професия е учител. Четник е в четата на Аргир Манасиев.
При избухването на Балканската война в 1912 година е доброволец в Македоно-одринското опълчение, в четата на Аргир Манасиев и 2 рота на 13 кукушка дружина.
Участва в Първата световна война в Единадесета пехотна македонска дивизия. Награден е с орден „За храброст“, IV степен.